# Naga
Naga (ナ ー ガ Naga) este un Bakugan necinstit și unul dintre cei albi care au încercat să controleze toată puterea în Vestroia. Pentru a face acest lucru, el a încercat să absoarbă cele două miezuri opuse, dar a făcut o greșeală și s-a prins în Silent Core, în timp ce Core Infinity a fost expulzat pe Pământ. În același timp, pe Naga valuri de energie l-a impuscat și a îndoctrina Bakugan, care a modificat echilibrul dimensionale și a creat ființele Doom.
Bakugan
Naga și Wavern s-au născut în timpul Marii Revoluții (conflictul sa transformat într-o denaturare, creată de numai Bakugan originale, Dharaknoid si Dragonoid), așa cum au devenit prins în spațiul gol dintre dimensiuni. Atunci când Drago a reușit să obțină peste din spațiul său Pyrus, el le-ar putea întâlni amândoi, dar Naga îngrijit numai despre el însuși și era supărat pentru a fi născut neputincios. Dupa ce Dr. Michael a plecat la Vestroia accidental, s-au întâlnit reciproc pentru prima dată. Michael a explicat el despre Transporter dimensional, fără să știe despre adevăratele sale motive. În cele din urmă, Naga expulzat pe Michael înapoi pe Pământ și a folosit un card Transporter dimensional a primit de la el să meargă la centrul Vestroia, unde erau situate miezurile.
După transportarea el însuși la centru, Naga a încercat să captureze puterile Silent Core și Core Infinity, surse de energie negative și pozitive, respectiv Vestroiei, mergând la ei în mod direct și de a absorbi-le să-și îndeplinească ceea ce el credea a fi destinul său. El nu a reușit, cu toate acestea, și a fost în imposibilitatea de a controla puterea Core Silent, doar să fii capabil să absoarbă Core Silent după ce-l prins înăuntru; după aceea, val de energie catastrofale a fost cauzata de cantitatea imensa de energie negativa a fost lansat și Core Infinity a devenit legat la sora lui geamăn, Wavern, care a fost absorbit intr-un portal către lumea umană.
Acest dezastru a provocat energia negativă să se extindă peste tot Vestroia și Pământul, inclusiv Bakugan pe Pământ, precum și crearea de Hal-G (de la bunicul lui Alice, Dr. Michael) și Masquerade (de la Alice) de la doi oameni nefericiți, care nu au fost expuse la energie negativă excesivă atunci când Naga absorbit Core Silent. El le-ambele utilizate pentru a vâna pentru Core Infinity din Wavern si, de asemenea, le-au furnizat abilități puternice, cum ar fi carduri Doom (pentru Masquerade numai) și, astfel, se confruntă cu Bakugan, echipa de eroi, care au fost după Core Infinity, de asemenea, pentru a proteja ea de la Naga. Naga a creat Carduri Doom pentru Masquerade, pentru a trimite toate Bakugan căzut la Doom dimensiune. La finalul primul sezon, el a fost trimis la Doom Dimensiunea (potrivit site-ului Bakugan.com), în timp ce Drago a devenit Dragonoid perfectă și sa transformat în noul miez pentru New Vestroia.
Bakugan: New Vestroia
Multe personaje mentionate Naga (sau ceea ce a făcut-o), chiar dacă el nu este văzut. Este dezvăluit acțiunile sale, de asemenea, a provocat Bakugan să scadă la Vestal, așa cum au făcut-o pe Pământ.